# Балчешти (Капушу Маре)
Балчешти (рум. Bălcești) насеље је у Румунији у округу Клуж у општини Капушу Маре. Oпштина се налази на надморској висини од 840 m.

## Становништво
Према подацима из 2002. године у насељу је живело 96 становника, од којих су сви румунске националности.